# Рюрик
Рю́рик (др.-сканд. Hrœrekr, Rȳrik, церк.-слав. Рю̀рикъ; ум. 879, Государство Рюрика) — согласно русским летописям, варяг и первый правитель Руси (вариант — первый новгородский князь) и родоначальник русской княжеской, ставшей впоследствии царской, династии Рюриковичей.
Согласно рассказу, помещённому под 862 годом в «Повести временных лет» и в недатированной части Новгородской первой летописи, Рюрик был приглашён на княжение (призвание варягов) племенами чуди, словен, кривичей, мери, а также, возможно, веси. Он стал княжить в Ладоге (по версии Ипатьевского списка «Повести временных лет») или в Новгороде (согласно Лаврентьевскому списку «Повести временных лет» и Новгородской первой летописи младшего извода; археологически Новгород за данный период не выявлен; с древним Новгородом связывается соседнее с ним Рюриково городище). Вместе с Рюриком пришли его братья Синеус и Трувор. Синеус сел в Белоозере (ныне — Белозерск), Трувор — в Изборске. После смерти братьев в 864 году Рюрик стал единоличным правителем.
Источником летописного рассказа о призвании варягов во главе с Рюриком считается династическая этиологическая легенда русских князей, согласно которой Рюрик был прародителем княжеского рода, что отражено в древнерусском княжеском именослове, в котором имя Рюрик начинает использоваться с 1060-х годов. Династическая легенда закрепилась в древнейшем русском летописании и древнерусском политическом сознании. В летописании и политической литературе XVI века («Сказание о князьях Владимирских») образ Рюрика был переосмыслен, под влиянием польской историографии князь был представлен потомком римского императора Августа и выходцем из Пруссии, а сказание о нём было объединено с новгородским нарративом о первом новгородском посаднике Гостомысле.
Существуют разные версии происхождения Рюрика. Ряд исследователей рассматривает Рюрика как скандинавского предводителя или правителя (др.-сканд. Hrœríkr), которого славянские и финские племена призвали на княжение, заключив с ним соглашение. Некоторые исследователи отождествляют его с конунгом Рёриком (Hrørek, ум. до 882) из ютландского поселения Хедебю (Дания). Сторонники антинорманизма предлагают различные альтернативные версии происхождения Рюрика. Также существует точка зрения, что Рюрик — мифическая фигура и искать его происхождение бессмысленно.

## Письменные источники

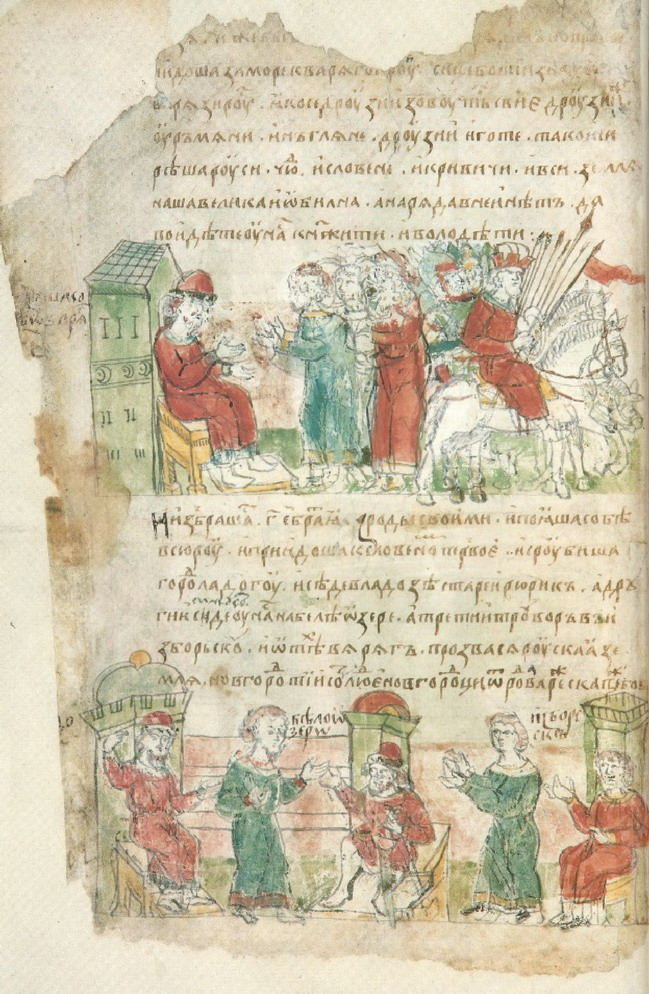
Призвание варягов. Миниатюра из Радзивилловской летописи XV века

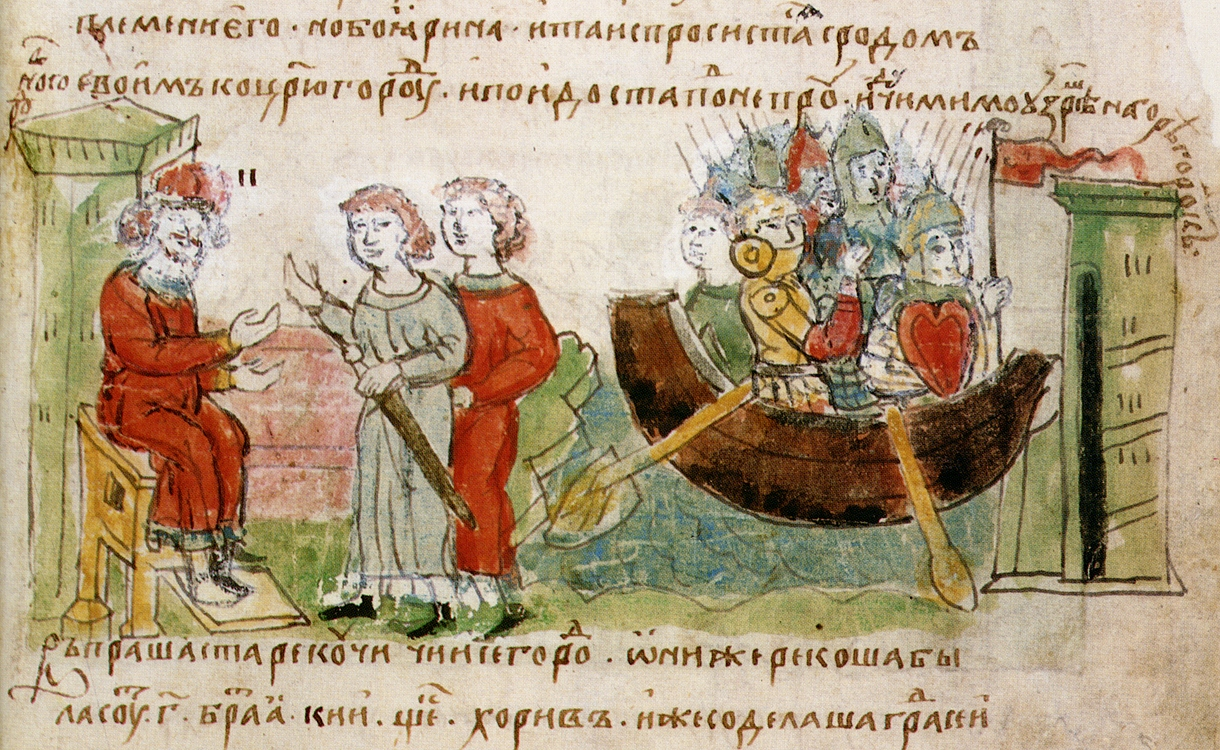
Рюрик разрешает Аскольду и Диру отправиться с походом на Царьград. Миниатюра из Радзивилловской летописи

Древнерусские летописи начали составляться 150—200 лет спустя после смерти Рюрика на основе устных преданий, византийских хроник и немногих существующих документов. Древнейшим сохранившимся источником о Рюрике является сказание о призвании варягов, содержащееся в списках «Повести временных лет» XIV—XVI веков (самый ранний сохранившийся список которой читается в составе суздальской Лаврентьевской летописи 1377 года), восходящих к редакциям начала XII века. Независимым от «Повести временных лет» источником является Новгородская первая летопись младшего извода XV века, однако «Повесть временных лет» и Новгородская первая летопись, по мнению филолога и ведущего исследователя летописания А. А. Шахматова (концепция которого по истории летописания в основных деталях принята большинством учёных) восходят к общему источнику конца XI века, названному им «Начальный свод» и уже содержавшему сказание о призвании варягов. Текст «Начального свода» частично сохранился также в Новгородской четвёртой и Софийской первой летописях XV века. Все прочие источники, летописи, жития и др., упоминающие Рюрика, напрямую и опосредованно заимствуют эту фигуру из ранних летописей. В русском источнике в сжатом виде сообщение о призвании на Русь варягов во главе с Рюриком и его братьями появляется во второй редакции «Летописца вскоре Никифора», входящего в состав памятника церковного происхождения пергаменной Новгородской кормчей книги, в которой почти нет новгородских известий, но есть относительно много ростовских известий, в том числе редчайших записей, относящихся к 1260—1270 годам, вставленных современником событий — ростовским летописцем.
Согласно летописям, в 862 году варяг Рюрик с братьями Синеусом и Трувором по приглашению ильменских словен и кривичей, а также таких племён, как чудь и весь, были призваны княжить в трёх городовых областях: Синеус — в Белоозере, Трувор — в Изборске, Рюрик, по одним данным, — в Ладоге, по другим — в Новгороде. Это событие, с которого традиционно отсчитывается начало русской государственности, в историографии получило условное название призвание варягов. Летописец назвал причиной приглашения междоусобицу, охватившую жившие на новгородских землях славянские и финно-угорские племена. Рюрик пришёл со всем своим родом, называемым русь.
«Повесть временных лет» сообщает, что после смерти младших братьев власть сосредоточилась в руках Рюрика: 

…И пришли, и сел старший, Рюрик, в Новгороде, а другой, Синеус, — на Белоозере, а третий, Трувор, — в Изборске. И от тех варягов прозвалась Русская земля. Новгородцы же — те люди от варяжского рода, а прежде были словене. Через два года умер Синеус и брат его Трувор. И принял всю власть один Рюрик, и стал раздавать мужам своим города — тому Полоцк, этому Ростов, другому Белоозеро. Варяги в этих городах — находники, а коренное население в Новгороде — словене, в Полоцке — кривичи, в Ростове — меря, в Белоозере — весь, в Муроме — мурома, и над теми всеми властвовал Рюрик.
Оригинальный текст (церк.-сл.)… и придоша старѣишии Рюрикъ сѣде Новѣгородѣ · а другии Синеоусъ на Бѣлѣѡзерѣ · а третии Изборьстѣ · Труворъ · и ѿ тѣхъ Варѧгъ прозвасѧ Рускаꙗ землѧ Новугородьци ти суть людьє Ноѹгородьци ѿ рода Варѧжьска · преже бо бѣша Словѣни · по дву же лѣту · Синеѹсъ ѹмре · а братъ єго Труворъ · и приꙗ власть Рюрикъ · и раздаꙗ мужемъ своимъ градꙑ · ѡвому Полотескъ ѡвому Ростовъ другому Бѣлоѡзеро · и по тѣмъ городомъ суть находници Варѧзи а перьвии насельници в Новѣгородѣ Словѣне · въ Полотьски Кривичи · в Ростовѣ Мерѧ · в Бѣлѣѡзерѣ Весь · в Муромѣ Мурома · и тѣми всѣми ѡбладаше Рюрикъ …

Согласно БРЭ, «Нет оснований не доверять этому преданию, но летописная хронология событий (изгнание варягов, призвание Рюрика, вокняжение в Киеве Аскольда и Дира в 852, смерть Рюрика в 879, захват Киева Олегом в 882) явно условна».
По летописи можно заметить расширение подвластных Рюрику земель: его власть простиралась на Новгород, а также на западно-двинских кривичей (город Полоцк) на западе, финно-угорские племена мери (город Ростов) и мурома (город Муром) на востоке.
Автор «Задонщины», поэтического произведения конца XIV века, прославляет Рюрика как первого русского князя: «Той бо вещий Боян, воскладая свои златыя персты на живыя струны, пояше славу русскыим князем: первому князю Рюрику, Игорю Рюриковичу и Святославу Ярославичу, Ярославу Володимеровичу…».
В поздней Никоновской летописи первой половины XVII века сообщается о смуте в Новгороде, жители которого были недовольны правлением Рюрика. Событие отнесено к 864 году, то есть когда, по Ипатьевской летописи, Рюрик основал Новгород. Чтобы подавить смуту, Рюрик убил некоего Вадима Храброго, о котором известно только то, что сказано в Никоновской летописи:

Въ лѣт̑ · ҂s҃ · т҃ · о҃ · в҃ · оскорбишасѧ Новгородци · глаголюще · ꙗко бꙑти намъ рабомъ · и много зла всѧчески пострадали ѿ Рюрика и ѿ рода его · Того же лѣта ѹби Рюрикъ Вадима Храбраго · и иныхъ многихъ изби Новугородцевъ съветников его.
Историки связывают сообщение Никоновской летописи о восстании новгородцев с более поздними событиями XI века при Ярославе Мудром. Более ранние, чем Никоновская, летописи ничего не говорят о Вадиме Храбром и смуте новгородцев против Рюрика, тем более что и сам Новгород был построен, согласно археологической датировке, уже после смерти Рюрика вблизи его укреплённой резиденции (городища).
В 879 году, согласно летописи, Рюрик умирает, оставив малолетнего сына Игоря под опекой своего военачальника и, возможно, родственника Олега.
В поздних летописях говорится, что Рюрик погиб на войне в Карелии, где и был похоронен. В переписной окладной книге Водской пятины 1500 года упоминается деревня «Рюрикиярви на Немецком рубеже», на самой границе новгородских владений со шведами.
По версии митрополита Макария (Булгакова), Рюрик впервые упоминается в 1070 году, в дошедших до нашего времени трёх списках Пространной редакции «Жития святого князя Владимира»: «Сице убо бысть маломъ преже сих лет, сущю самодержцю всея Рускыя земля Володимеру внуку же Иолжину, а правнуку Рюрикову». Согласно другой версии, «Житие святого князя Владимира» было написано в XV веке, а не в 1070 году, как считал митрополит Макарий.
В таких произведениях политической литературы XVI века как «Послание о Мономаховом венце» Спиридона Сатаны, написанное в интересах московского князя, видимо, Ивана III, и в созданном на его основе «Сказании о князьях Владимирских», образ Рюрика был подвергнут переосмыслению. Он был изображён потомком в четырнадцатом поколении брата римского императора Октавиана Августа некоего Пруса, назначенного в 51 году наместником в Южной Балтике на берега Вислы и Немана («въ березех Вислы реки во град Мадборок, и Торун, и Хвоиница, и преславы Гданеск и иных многых градов, по реку глаголемую Немон, впадшую в море»). Раннее летописное сказание о Рюрике было объединено с новгородской легендой о первом новгородском посаднике Гостомысле. Я. С. Лурье считал, что в основе «Послания о Мономаховом венце» Спиридона-Сатаны лежит какой-то памятник тверской литературы XV века.

### Иоакимовская летопись
Ещё одним источником о Рюрике является Иоакимовская летопись — летописный текст неизвестного происхождения, сохранившийся только в выписках, сделанных В. Н. Татищевым. Летопись названа по имени Иоакима, первого новгородского епископа, которому Татищев приписал авторство, исходя из содержания летописи. Историки относятся к ней с большим недоверием. Некоторые используют её как вспомогательный материал; ряд историков считает, что Иоакимовская летопись является фальсификацией.
Согласно Иоакимовской летописи, Рюрик был сыном неизвестного варяжского князя в Финляндии от Умилы, средней дочери славянского старейшины Гостомысла. Летопись не говорит, какого племени был князь в Финляндии, сообщает только, что варяг. Перед смертью Гостомысл, княживший в «Великом граде» и потерявший всех сыновей, дал наказ призвать сыновей Умилы на княжение, в соответствии с советом вещунов.
Так Рюрик, согласно матрилинейной традиции (наследование по материнской линии), появился с двумя братьями Синеусом и Трувором в «Великом граде», которому соответствует либо Старая Ладога, либо город бодричей Велиград. На четвёртый год княжения Рюрик переселился в «Новый град великий» (можно подразумевать Рюриково Городище или Новгород) к Ильменю. По смерти отца к Рюрику перешли финские земли.
Одна из жён Рюрика была Ефанда, дочь «урманского» (норманнского) князя, которая родила Ингоря (Игоря Рюриковича). Брат Ефанды, «урманский» князь Олег, стал княжить после смерти Рюрика.

## В устных преданиях
Начиная примерно с 1870-х годов Рюрик начинает присутствовать в фольклоре Северо-Запада России, что предположительно связано с установкой ему памятника в Новгороде и освещением этого памятника
прессе того времени. В 1878 году был зафиксирован текст, связанный с археологическим памятником в Батецком районе Новгородской области, в верхнем течении Луги, крупной насыпью X века: рассказ Щеголёнка о князе Юрике-Новосёле записан Е. В. Барсовым («Голос», 1879, № 130). Несколько былин воспроизведено со слов Щеголёнка П. Н. Рыбниковым, О. Ф. Миллером, Гильфердингом («Онежские былины», т. II, 615—636 и «Сборник отделения русского языка и словесности Академии наук», т. LX, 287—363).
В эстонском фольклоре есть сказка о трёх братьях, сыновьях крестьянина: Рахуриккуя (эст. Rahurikkuja — нарушитель мира), Синиус (эст. Siniuss — синий змей) и Труувар (эст. Truuvaar — верный напарник). По сюжету в боях братья проявили великую храбрость и мужество и впоследствии стали правителями в чужих странах.

## Историография

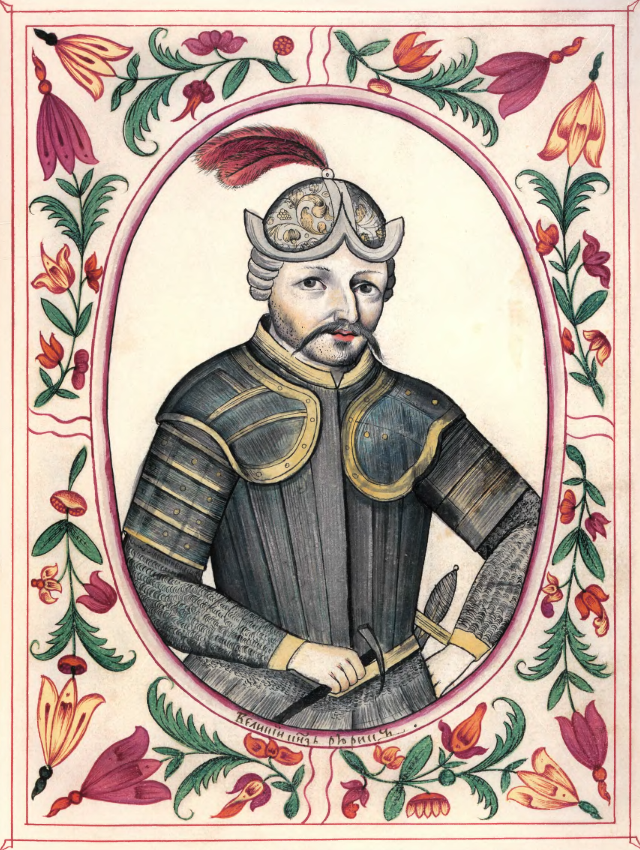
Портрет князя Рюрика в западноевропейском костюме из Царского титулярника, 1672

Вокруг родоначальника княжеской династии Рюриковичей существует много версий, вплоть до попыток доказать его легендарность. Легендарность Рюрика порождается отсутствием сведений о его происхождении: откуда он пришёл на княжение и к какому народу принадлежал. Тема родины Рюрика тесно связана с этимологией слова русь.
В российской досоветской историографии, начиная с Н. М. Карамзина, варягов, и в их числе Рюрика, чаще всего отождествляли со скандинавскими народами. Большинство современных историков также придерживается этой версии. Также существуют другие версии этнической принадлежности варягов: их рассматривают как финнов, пруссов, ославяненных кельтов, балтийских славян и как варягов «руського» (то есть соляного) промысла Южного Приильменья.
Некоторые археологи (В. Л. Янин, Е. Н. Носов) предпринимали попытки определять конкретный пункт, куда были призваны варяги во главе с Рюриком, через определение статуса археологического памятника, в том числе староладожское Земляное Городище и Рюриково Городище под Новгородом. Историк Селин А. А. отмечает, что археологические источники ничего не говорят об именах, поэтому эти аргументы не могут считаться научными.

### Норманская версия
О скандинавском происхождении Рюрика и княжеской династии свидетельствуют различные иностранные письменные источники, данные археологии и языка. Предметы скандинавского происхождения найдены во всех древнерусских торгово-ремесленных поселениях (Ладога, Тимерёво, Гнёздово, Шестовица и др.) и ранних городах (Новгород, Псков, Киев, Чернигов). Более 1200 скандинавских предметов вооружения, украшений, амулетов и предметов быта, а также орудий труда и инструментов VIII—XI веков происходят из примерно 70 археологических памятников Древней Руси. Известно около 100 находок граффити в виде отдельных скандинавских рунических знаков и надписей. Ряд слов древнерусского языка имеет древнескандинавское происхождение. Существенно, что в славянский язык проникали не только слова торговой лексики, но и морские термины, бытовые слова и термины власти и управления, собственные имена. Так, были заимствованы имена Аскольд, Глеб, Дир, Игорь, Ингварь, Олег, Ольга, Рогволод, Рогнеда, Рюрик, Синеус, Трувор, Тур, Улеб, Якун и др., слова: варяги, колбяги, гриди, тиун, вира, стяг, пуд, якорь, ябедник (старое значение — чиновник), кнут, голбец и др. Скандинавское соответствие имени Рюрик — др.-сканд. Hrœríkr. Большинство послов «от русского рода», перечисленных в русско-византийских договорах 911 и 944 годов, имеют отчётливо скандинавские имена.
Западноевропейские и византийские авторы IX—X веков идентифицируют народ русь как шведов, норманнов или франков. За редким исключением арабо-персидские авторы описывают русов отдельно от славян, помещая первых вблизи или среди славян.
Летописи перечисляют народы, которые входят в общность, именуемую варягами: «Сице бо звахуть ты варягы русь, яко се друзии зовутся свее, друзии же урмани, аньгляне, инѣи и готе, тако и си» («Повесть временных лет»). В число варягов включены свее (шведы), урмани («норманны» — норвежцы), аньгляне (англичане), готе (готландцы). Почти все перечисленные народы, кроме англичан, принадлежат к скандинавам, а включение англичан может отражать ситуацию, когда Англия входила в состав государства датского конунга Кнуда Великого.
В начале XIX века Н. М. Карамзин с опорой на критический анализ летописных известий, произведённый А. Л. Шлёцером, предложил концепцию создания российской «монархии» варягами-скандинавами во главе с Рюриком, который был приглашён новгородским старейшиной Гостомыслом с целью управления славянскими и финскими племенами. Построение Карамзина преобладало до середины XIX века.
К. Цукерман датирует приход Рюрика в Ладогу началом 890-х годов, А. С. Щавелёв — условным 895 годом.
Ряд историков, предполагая, что описанное в летописях призвание могло иметь место, обращали внимание на форму легенды, напоминавшей подобные мифы о призваниях в Скандинавии и Центральной Европе. Е. А. Мельникова, В. Я. Петрухин, П. С. Стефанович и др. выделяют историческое ядро летописного сказания о призвании варягов во главе с Рюриком. По мнению Мельниковой и Петрухина, это сказание соответствует традиционному фольклорному сюжету о происхождении государственной власти и правящей династии, который прослеживается у разных народов. При этом учёные указывают на имеющиеся в данном летописном рассказе параллели с традиционными правовыми формулировками. Кроме того, распространённой была практика заключения соглашений между предводителями отрядов викингов и местными правителями нескандинавских стран, нанимающими их на службу. Известны договор 878 года в Ведморе между королём Уэссекса Альфредом Великим и предводителем датского Великого войска Гутрумом, договор 911 года в Сен-Клер-сюр-Эпт между французским королём Карлом III Простоватым и предводителем отряда норманнов, осевших в долине Сены, Хрольвом (Роллоном) и другие подобные соглашения. Рассказ о призвании варягов в «Повести временных лет», по мнению исследователей, восходит к сказанию, бытовавшему в княжеско-дружинной среде, он может быть неточным и неверным в деталях, кроме того, он подвергся летописной переработке (дата, упоминание некого варяжского племени русь, фраза «взяли с собой всю русь» и др.), но в целом отражает реальную историческую обстановку. Результатом призвания варяжских князей стало заключение договора (др.-рус. рядъ) между ними и местной племенной знатью (славянской и финской). Содержание ряда отвечает более поздней практике урегулирования отношений с варягами на Руси. Данный договор находит параллели также в договорах, которые позднее заключались между русскими князьями и городами, и в договорах между скандинавскими конунгами и знатью. Приглашённые на княжение варяги были ограничены условиями «судить и рядить» «по ряду по праву», то есть управлять и вершить суд в соответствии с нормами местного права, правового обычая. Это ограничение ставило князя в зависимость от местного общества и стимулировало быструю интеграцию скандинавов в восточнославянскую среду.
С точки зрения Мельниковой, Рюрик был предводителем одного из отрядов скандинавов (варягов), действовавших в Ладожско-Ильменском регионе. Он стал правителем сформировавшегося здесь раннегосударственного образования с центром в Ладоге или на Городище (Рюриково городище). «Братья» Рюрика могли появиться в сказании ещё на этапе его устного бытования (до включения в летопись) под влиянием распространённого в эпической поэтике мотива трёх братьев — «основателей». Мельникова предполагает, что в конце X — начале XI века сказание приобрело статус династической этиологической легенды, а Рюрик был осмыслен как прародитель русского княжеского рода, что получило закрепление в древнейшем летописании и древнерусском политическом сознании. С 1060-х годов имя Рюрик использовалось в русском княжеском именослове.

#### Этимология имени
прагерм. '

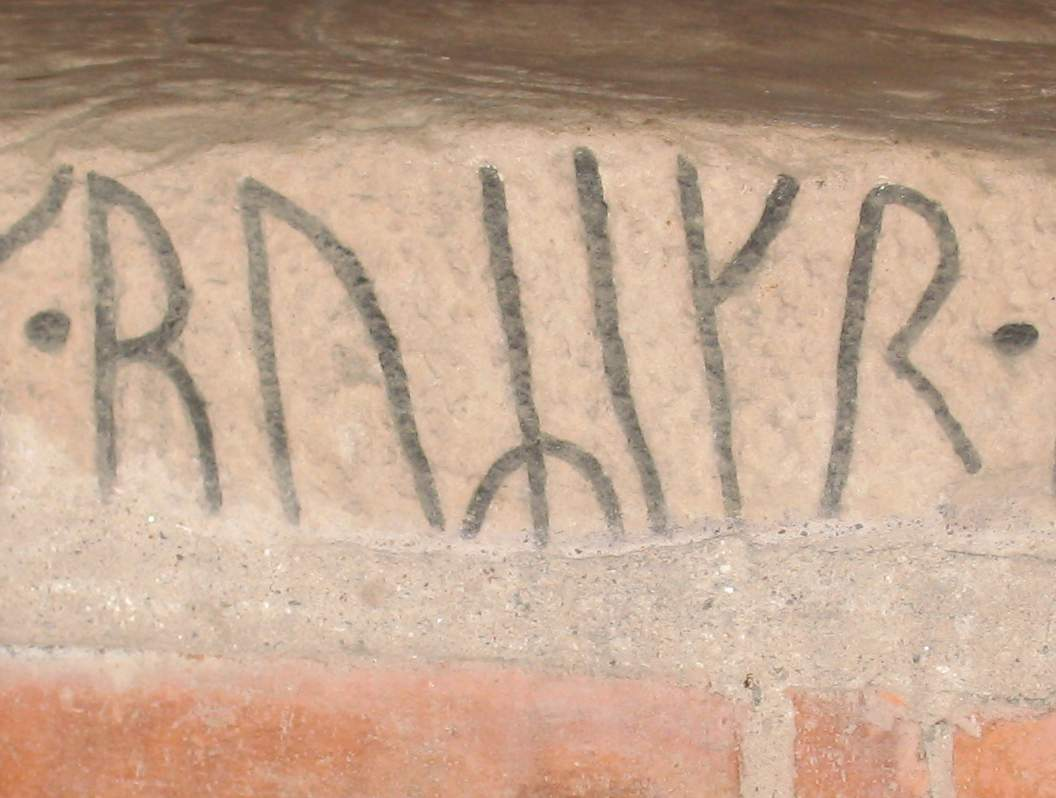
Имя ruʀikr на фрагменте рунического камня U 413, находящегося в церкви Норрсунда около Уппсалы

Имя Рюрик происходит из прагерманского языка (др.-герм. Hrodric), который является предком скандинавских языков, и базируется на германских корнях *hrōþ- (*hrōþaz — «слава») и *-rīk (со значениями «богатство», «могущество»; *rīkz — «воин-правитель»). По мнению лингвистов Г. Шрамма, Макса Фасмера и Е. А. Мельниковой, имя Рюрик в древнерусском языке происходит от др.-сканд. Hrœrekr. Согласно лингвисту С. Л. Николаеву, судя по узкому рефлексу северогерманского гласного *œ̄ (Rȳrik), имя попало в древнерусский язык из среднешведских (уппландских) диалектов или древнегутнийского языка острова Готланд. В древнедатском и южношведском имя имело форму Rørek и в древнерусском языке было бы передано как *Рорекъ или *Ререкъ. Древненорвежская форма имени Hrørekr далека от русской передачи.
Производные формы встречаются в различных источниках:
- Hrodrica — древнесаксонский язык,
- Hrēðrīc и Hroðricus — древнеанглийский язык,
- Rørik — восточный древнескандинавский язык: древнешведский, древнедатский диалекты,
- Hrœrekr — западный древнескандинавский язык: древненорвежский диалект,
- rorikR, ruRikr, hruRikR, ryRikR — из рунических надписей (R вместо этимологической r в середине — результат гиперкоррекции).

Из скандинавского эпоса и хроник известны следующие носители имени Rørik (Hrœrekr):
- Hreðric[англ.] — сын датского короля VI века в эпосе «Беовульф».
- Хрёрик Метатель Колец — датский конунг VII века, дед знаменитого принца Гамлета, история которого описана Саксоном Грамматиком и позднее послужила основой для трагедии Шекспира.
- Rudereiks (Родерих) — король вестготов в Испании в 710—711 годах.
- Рёрик Ютландский — датский викинг IX века, часто упоминался в хрониках.
- Хрёрек, сын Хринга — норвежский конунг, ослеплённый в начале XI века конунгом Олафом Святым. Известен по саге «Прядь об Эймунде Хрингссоне».

Поскольку это имя употребляется в датском и южнонорвежском династическом именослове, Рюрик мог происходить из знатного, возможно правящего, скандинавского рода.
Согласно общепринятому мнению филологов-германистов, общее с именем Рорик (Рюрик) происхождение имеют современные имена Родерих (Roderich), Родерик (Roderick), Родриго (Rodrigo).

#### Рорик из Дании

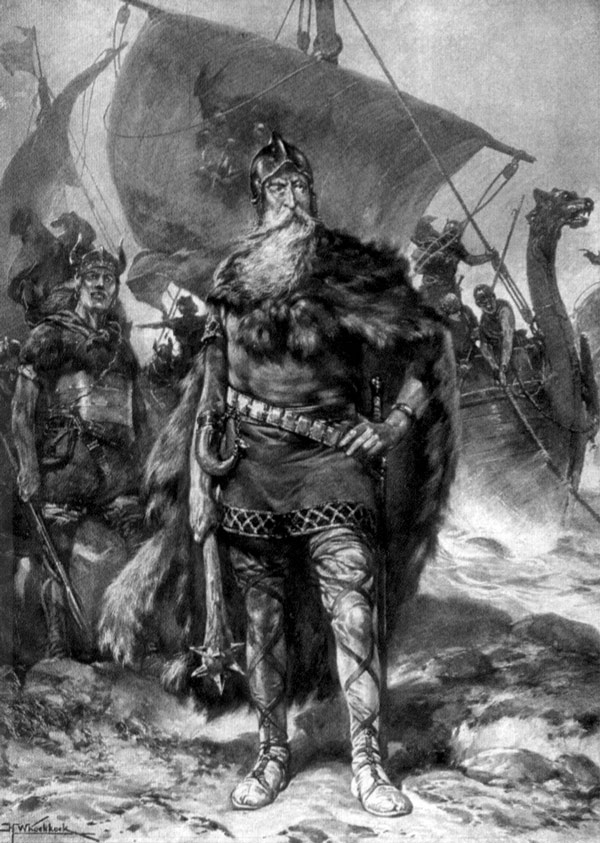
Король Рорик, VII век, дед принца Гамлета.
Иллюстрация Коэккоэк, Херманус Виллем (1912) к книге «Тевтонские мифы и легенды»

По одной из версий, Рюрик являлся викингом Рориком Ютландским (или Фрисландским) (лат. Roricus) из рода южнодатских правителей, династии Скьёльдунгов, племянником изгнанного датского короля Харальда Клака. Этот Рорик в 826 году, после крещения вместе с сыном, братом и 400 подданными обоего пола, получил от императора франков Людовика Благочестивого в лен владения на побережье Фризии с центром в Дорестаде, на который совершали набеги викинги. Версию о тождестве Рюрика и Рорика Ютландского поддерживал Н. Т. Беляев.
В 841 году он был изгнан оттуда императором Лотарем. Имя Рорика всплывает в Ксантенских анналах в 845 году в связи с набегом на земли Фризии. В 850 году Рорик воюет в Дании против датского короля Хорика I, а затем грабит Фризию и другие места по Рейну. Король Лотарь I был вынужден уступить Рорику Дорестад и большую часть Фризии, взамен крестив его. Вся жизнь Харальда Клака прошла в борьбе за датский трон с сыновьями и племянниками Гудфреда.
В 855—857 годах Рорик с двоюродным братом Готфридом (сыном Харальда Клака) приняли участие в распрях за главенство в Ютландии, когда трон освободился после гибели Хорика I.
По версии некоторых учёных, около 857—862 годов Рорик, отождествляемый с датским конунгом Хрёриком Метателем Колец, покорил славян-вендов. По Саксону Грамматику, датский конунг Хрёрик Метатель Колец разбивает флотилию куршей и шведов в морском сражении близ берегов Дании, а потом принуждает напавших славян платить ему дань после опять же морского столкновения. Однако время жизни Хрёрика Метателя Колец, деда знаменитого принца Гамлета, датируется исследователями VII веком.
В 863 году Рорик безуспешно попытался с датчанами вернуть Дорестад. В 867 году вновь упоминается его попытка укрепиться во Фрисландии. Ему это удалось лишь в 870—873 годах. В 873 году Рорик, «желчь христианства», по словам Ксантенского хрониста, приносит клятву верности Людовику Немецкому.
В 882 году император Карл Толстый передал Фризию Готфриду, которой прежде владел дан Рорик. После 882 года какие-либо сведения о Рёрике Ютландском в западноевропейских источниках отсутствуют.
Версия о его причастности к «призванию варягов» поддерживается некоторыми лингвистическими совпадениями. Во Фризии (ныне северо-восточная часть Нидерландов и часть Германии) был в IX веке прибрежный район Виринген. В современном произношении название звучит примерно как Виэрега, что близко к древнерусским варягам, однако в древности данная территория называлась Wiron и pagus Wirense. По археологическим находкам в этом районе делаются предположения о существовании именно здесь базы Рорика.
Также с Фризией связано замечание хрониста XII века Гельмольда про «фризов, которые называются рустры». Приморская провинция Рюстринген отмечена на картах XVII века в Восточной Фризии, на границе современной Германии и Нидерландов.
Критик данной версии Г. Ловмяньский показал, что во время жизни Рорика Фрисландского, в 840—870 годах, прямых связей ни Фрисландии, ни Дании с Русью не было. Мельникова считает, что версия отождествления этих правителей не имеет оснований, кроме совпадения имени и примерного периода жизни. Также отмечается, что ранняя хронология «Повести временных лет» представляет собой результат искусственных калькуляций.

### Славянская версия
Другой версией является версия происхождении Рюрика из среды западнославянских племён ободритов, руян и поморян.
Под сомнение в разное время ставилась и хронология призвания Рюрика, и реальность Рюрика и его братьев, и их происхождение, и, особенно, сама политическая идея «призвания варягов» — властителей-иноземцев. В историографии XIX−XX веков (особенно советской) этот вопрос был значительно идеологизирован. Заявлялось, что версия об иноземном происхождении первых князей — «антинаучная норманнская теория», якобы призванная доказать, что славяне не могли самостоятельно создать государство.

#### Варяги из вагров или пруссов
Австриец Герберштейн, будучи советником посла в Великом княжестве Московском в первой половине XVI века, одним из первых европейцев ознакомился с русскими летописями и высказал своё мнение о происхождении варягов и Рюрика. Связывая название варягов со славянским прибалтийским племенем вагров, Герберштейн приходит к выводу, что: «русские вызвали своих князей скорее от вагров, или варягов, чем вручили власть иностранцам, разнящимся с ними верою, обычаями и языком». Скандинавы и немцы называли вагров и всех поморских славян вендами. В синхронных источниках отсутствуют сведения о связи поморских славян с варягами, хотя во второй половине X века отмечены морские набеги вендов на соседей.
М. В. Ломоносов выводил Рюрика с варягами из пруссов, опираясь на топонимы и поздние летописи, которые заместили лексему «варяги» псевдоэтнонимом «немцы». Славянское происхождение Рюрика Ломоносов априори принимал как непреложный факт:

…варяги и Рурик с родом своим, пришедшие в Новгород, были колена славенского, говорили языком славенским, происходили из древних россов и были отнюдь не из Скандинавии, но жили на восточно-южных берегах Варяжского моря, между реками Вислою и Двиною… имени Русь в Скандинавии и на северных берегах Варяжского моря нигде не слыхано… В наших летописцах упоминается, что Рурик с Родом своим пришёл из Немец, а инде пишется, что из Пруссии… Между реками Вислою и Двиною впадает в Варяжское море от восточно-южной стороны река, которая вверху, около города Гродна, называется Немень, а к устью своему слывёт Руса. Здесь явствует, что варяги-русь жили в восточно-южном берегу Варяжского моря, при реке Русе… И само название пруссы или поруссы показывает, что пруссы жили по руссах или подле руссов.— М. В. Ломоносов. «Возражения на диссертацию Миллера»
В Казанской истории автор пишет о новгородцах, приведших себе князя из Пруссии, от варягов:

«Новгородцы же, неразумные, привели себе из Прусской земли, от варягов, князя и самодержца и отдали ему всю свою землю, чтобы владел ими, как хочет.»

#### Мекленбургские генеалогии
В начале XVIII века появляется ряд генеалогических трудов по династиям северо-немецкой земли Мекленбург, бывшей области расселения славянских племён ободритов или бодричей. В 1716 году проректор гимназии Фридрих Томас издал труд к свадьбе мекленбургского герцога Карла Леопольда и русской царевны Екатерины, дочери царя Ивана V. Томас использовал манускрипт (1687), написанный нотариусом мекленбургского придворного суда Иоганном Фридрихом фон Хемницем, который, в свою очередь, ссылался на какой-то манускрипт 1418 года.
Согласно этой генеалогии, король ободритов Витслав, союзник Карла Великого, был убит саксами в 795 году. Его старший сын Траскон (Дражко, Драговит) наследовал корону, а другой сын, Годлиб (или Годелайб, или Годслав), погиб в 808 году при штурме города Рерика датским конунгом Готфридом. Все эти данные взяты из синхронного источника, Анналов королевства франков. Иоганн Хюбнер, издавший свои генеалогические таблицы в 1708 году, основываясь на манускрипте Хемница, сообщает, что сыновья Годлиба, Рюрик, Сивар (Синеус в русских летописях) и Трувор, отправились в 840 году в Новгород (Nowoghorod).
Попытка привязать Рюрика к Годлибу приводит к неувязке в русской генеалогии. Рюрик должен был родиться не позже 805 года. Тогда он становится отцом князя Игоря в возрасте за 70 лет (по хронологии «Повести временных лет»), что хоть и возможно, но сомнительно. Впрочем известно, что датировка древнерусских летописей до середины X века приблизительна, если только не использовались византийские источники.
Существует народное предание о Рюрике и его братьях, опубликованное в 30-х годах XIX века французским путешественником и писателем Ксавье Мармье в книге «Северные письма». Он зафиксировал его в Северной Германии, у мекленбургских крестьян, живших на бывших землях бодричей, к тому времени полностью онемеченных. В предании повествуется о том, что в VIII веке племенем ободритов управлял король по имени Годлав, отец трёх юношей, первый из которых звался Рюриком Мирным, второй — Сиваром Победоносным, третий — Труваром Верным. Братья решили отправиться в поисках славы в земли на восток. После многих деяний и страшных боёв братья пришли в Руссию, народ которой страдал под бременем долгой тирании, но не осмеливался восстать. Братья-ободриты разбудили в местном народе уснувшее мужество, возглавили войско и свергли угнетателей. Восстановив мир и порядок в стране, братья решили вернуться к старому отцу, но благодарный народ упросил их не уходить и занять место прежних королей. Так Рюрик получил Новгородское княжество (Nowoghorod), Сивар — Псковское (Pleskow), Трувар — Белозерское (Bile-Jezoro). Поскольку спустя время младшие братья умерли, не оставив законных наследников, Рюрик присоединил их княжества к своему, став основателем правящей династии. Это единственное упоминание о Рюрике в западном фольклоре, хотя дату возникновения легенды установить невозможно. Предание записано спустя век после опубликования мекленбургской генеалогии Рюрика.

#### Гипотеза Гедеонова

Герб Староладожского сельского поселения — сокол, падающий вниз («знак Рюрика», согласно гипотезе)

Историк XIX века С. А. Гедеонов предположил, что Рюрик — это не собственное имя, а родовое прозвище Ререк («сокол»), которое, по его гипотезе, носили все представители правящей династии ободритов. В подтверждение Гедеонов ссылается на скандинавскую сагу Снорри Стурлусона о Хаконе Добром из цикла «Круг Земной», где, по его мнению, венды названы соколами. Там говорится о «сокольих далях» в контексте войны (X век) конунга Хакона с викингами, «как датчанами, так и вендами». Впоследствии «Слово о полку Игореве» называет взрослых Рюриковичей соколами, а княжичей — соколичами.

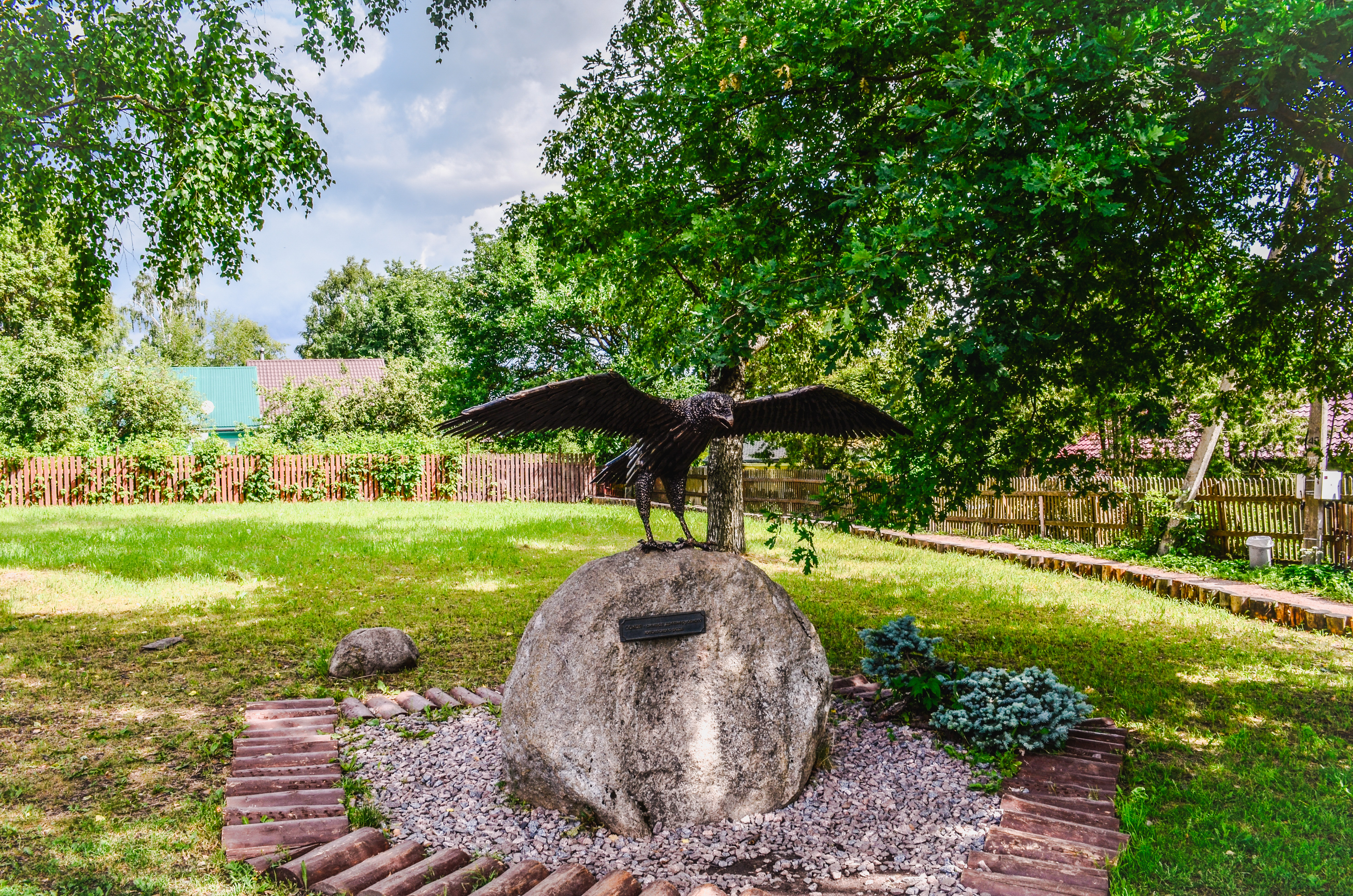
«Сокол — символ древнерусского княжеского рода», Старая Ладога

С. А. Гедеонов и некоторые другие исследователи (О. М. Рапов, А. Г. Кузьмин) трактовали как схематическое изображение сокола, падающего на добычу. Другие исследователи видят в нём изображение скипетра, якоря, трезубца или вил — вопреки тому, что первым известным княжеским знаком Рюриковичей был двузуб (знак, напоминающий голову рогатого животного), а применение тризуба известно лишь столетие спустя, после христианизации Руси при князе Владимире. Стилизованным вариантом знака князя Владимира является герб Украины.
Лингвист Е. А. Мельникова отмечает, что выведение имени Рюрик из поморско-славянского слова «rerig» («сокол») лингвистически невероятно. Лингвист С. Л. Николаев пишет, что полабско-ободритское *rorög, *ræreg и имя Рюрик являются не более чем созвучиями, и называет утверждения об их связи околонаучными спекуляциями. Переселение полабско-одерских славян на территорию Руси не засвидетельствовано; в древнерусском языке имя князя-переселенца, если бы он был ободритом или рюгенцем, имело бы форму *Рярегъ или *Рарюгъ.

### Легендарный персонаж
А. А. Шахматов рассматривал историю о призвании Рюрика в качестве поздней вставки, составленной летописцами из нескольких северорусских преданий, подвергнутых ими глубокой переработке.
Советские академики Греков, М. Н. Тихомиров, Б. А. Рыбаков считали Рюрика мифологическим персонажем. Антинорманист А. Н. Сахаров воспроизводил тезис о легендарности Рюрика, однако именовал реальными Кия и Бравлина, значительно более мифологических персонажей.
Д. С. Лихачёв считал, что рассказ о призвании варягов является вставкой в летопись, легендой, созданной печерскими монахами с целью укрепления независимости Древнерусского государства от византийского влияния. По мнению учёного, легенда, как и в случае с призванием саксов в Британию (см. ниже), отразила средневековую традицию искать корни правящих династий в древних иноземных правителях, что должно повышать авторитет династии среди местных подданных.
Такая оценка сказания о призвании варягов как искусственной конструкции летописца или новгородской легенды (не имеющей исторической основы) обусловила точку зрения о легендарности Рюрика и его братьев.
По мнению ряда других учёных сказание о призвании варягов присутствовало уже в раннем тексте летописи.
«Неисторичность» Рюрика, или по меньшей мере локальность преданий о нём, по мнению ряда историков, подтверждается неупотребительностью имени Рюрикъ в княжеском именослове XI века, а также отсутствием упоминаний о нём в сохранившихся памятниках середины — второй половины XI века: в «Слове о законе и благодати» митрополита Илариона и в «Памяти и похвале князю Владимиру» Иакова Мниха (вторая половина XI века). Е. А. Мельникова отмечает, что согласно древнерусскому литературному этикету, в характеристике прославляемого (или упоминаемого) лица, как правило, указывались его отец и дед, а не более дальние предки.
Е. В. Пчелов опровергает два традиционных аргумента против существования Рюрика. Первый аргумент: Рюрик умер в 879 году, его сын Игорь погиб осенью 944 года, а внук Святослав остался малолетним после смерти отца. Пчелов отмечает, что хронологическая шкала ранней древнерусской истории была установлена летописцами достаточно искусственным образом не ранее второй половины XI века. Второй аргумент: отсутствие имени Рюрик в именослове Рюриковичей до середины XI века, то есть до появления на свет правнука Ярослава Мудрого — Рюрика Ростиславича. Пчелов пишет, что во-первых, имя родоначальника не всегда становится родовым; во-вторых, для его актуализации нужны определённые причины, которые как раз и появились в старшей ветви потомков Ярослава Мудрого, ставших изгоями; в-третьих, имя Игорь также появляется вторично у потомков Игоря Рюриковича только в 1036 году, то есть спустя почти век после смерти «первого» Игоря, что лишний раз подчёркивает малую актуальность имён отдалённых предков среди их потомков (впрочем, впоследствии это имя получает довольно широкое распространение у Рюриковичей, но уже, по-видимому, по другим обстоятельствам).

## Данные генетических исследований
Мужская Y-хромосома ДНК не участвует в рекомбинации генов и передаётся почти без изменений от отца к сыну, поэтому группой учёных под руководством польского профессора Анджея Бажора было проведено исследование Y-хромосомы ДНК у 191 человека, считающих себя потомками Рюрика.
Среди исследованных потомков Владимира Мономаха обнаружена исключительно гаплогруппа N1a1. Также у 45 человек (24 %), принадлежащих к другой ветви Рюриковичей, была обнаружена гаплогруппа R1a, и у оставшихся обследованных были обнаружены гаплогруппы I (6 %), E (1,5 %) и T (0,5 %).
В целом ДНК-исследование подтверждает, что большинство Рюриковичей (происходящих в основном от Владимира Мономаха) имеет гаплогруппу N1a1, распространённую в северо-восточной Европе, а также у некоторых народов Сибири и Урала. Наличие других гаплогрупп учёные объясняют по-разному: легендарностью ранней генеалогии Рюриковичей и мифичностью их семейных связей, небрежно проведённым исследованием и даже тайной супружеской изменой жены Ярослава Мудрого. Согласно данным исследования ДНК Рюриковичей на Family Tree DNA, гаплотипы N1a1 встречаются в основном в Прибалтике, Финляндии, Швеции, Норвегии. Также, согласно базе , 12-маркерные гаплотипы 14-23-14-11-11-13-11-12-10-14-14-16, сходные с гаплотипами Рюриковичей N1a1, чаще всего встречается в районе Уппсалы, столицы древнего шведского королевства.

## Братья

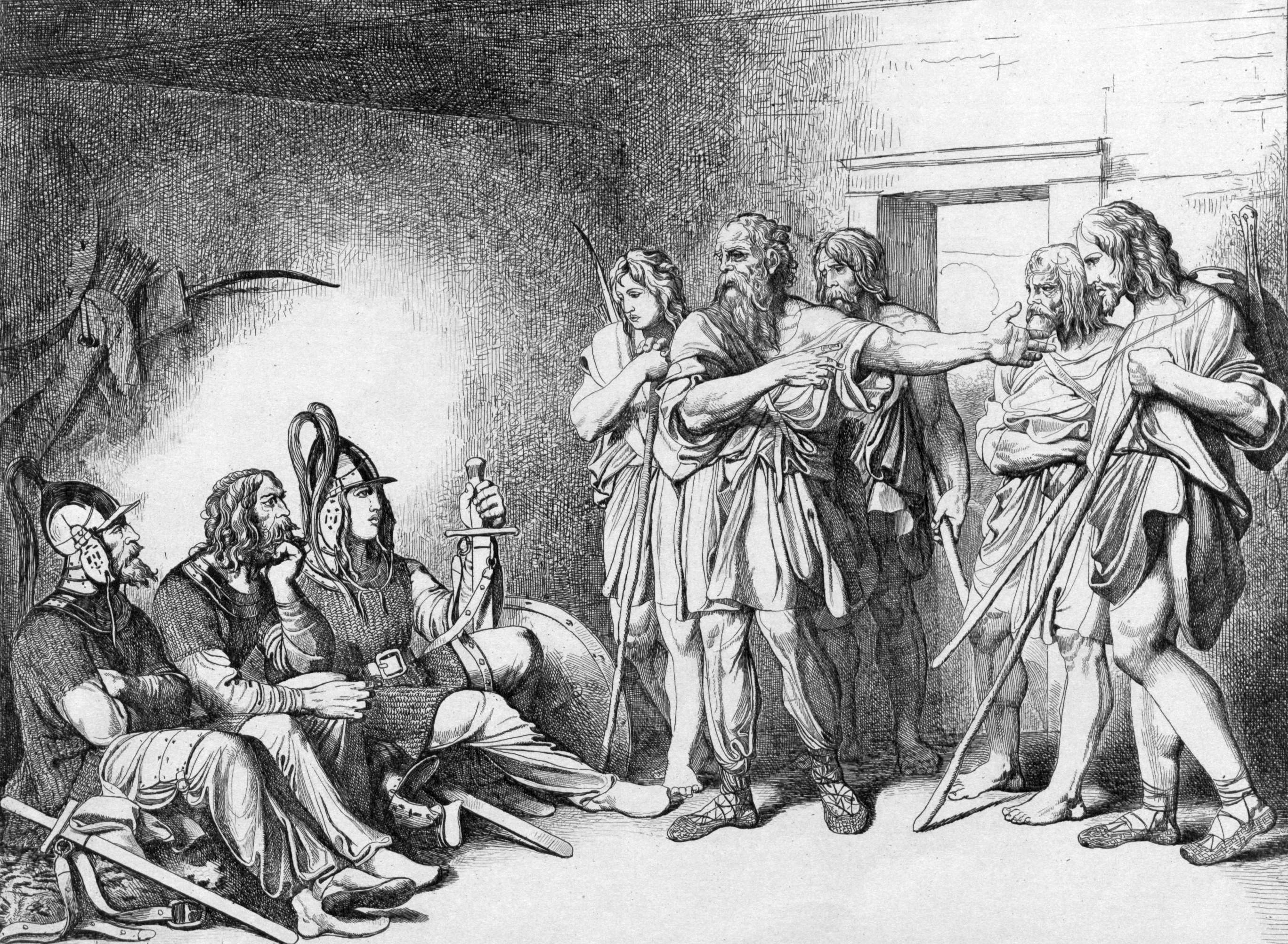
Призвание варяжских князей, Фёдор Бруни

Некоторые историки полагают, что Синеус и Трувор, известные из летописей как братья Рюрика, в действительности не существовали. Так, Синеус не мог быть белоозерским князем с 862 по 864 год, поскольку археологически существование города Белоозера прослеживается только с X века. Г. З. Байер, а позднее Б. А. Рыбаков считали, что имена братьев Рюрика, Синеуса и Трувора возникли как ошибка летописца, который принял за личные имена скандинавские фразы своего оригинала «со своими родичами» или «свой род» (sine use или sine hus) и «верная дружина» (tru war или thru varing), в сопровождении которых пришёл Рюрик княжить.
Одна из ведущих скандинавистов-филологов Е. А. Мельникова отмечает, что Рыбаков не был знаком с древнескандинавскими языками и продвигал старую гипотезу. По её мнению, интерпретация имён Синеуса и Трувора как «свой род» и «верная дружина» (как искажения якобы древнескандинавских фраз) лингвистически невозможна. Такая версия, по её мнению, могла утвердиться только среди историков, не знакомых с древнескандинавскими языками, поскольку эти «фразы» не соответствуют элементарным нормам морфологии и синтаксиса древнескандинавских языков, а также семантике слов «hus» и «vaeringi», которые никогда не имели значения «род, родичи» и «дружина». Согласно Мельниковой, Синеус и Трувор являются исконными скандинавскими именами, имеющимися в скандинавских источниках — др.-сканд. Signjótr и Þórvarðr.

## Дети

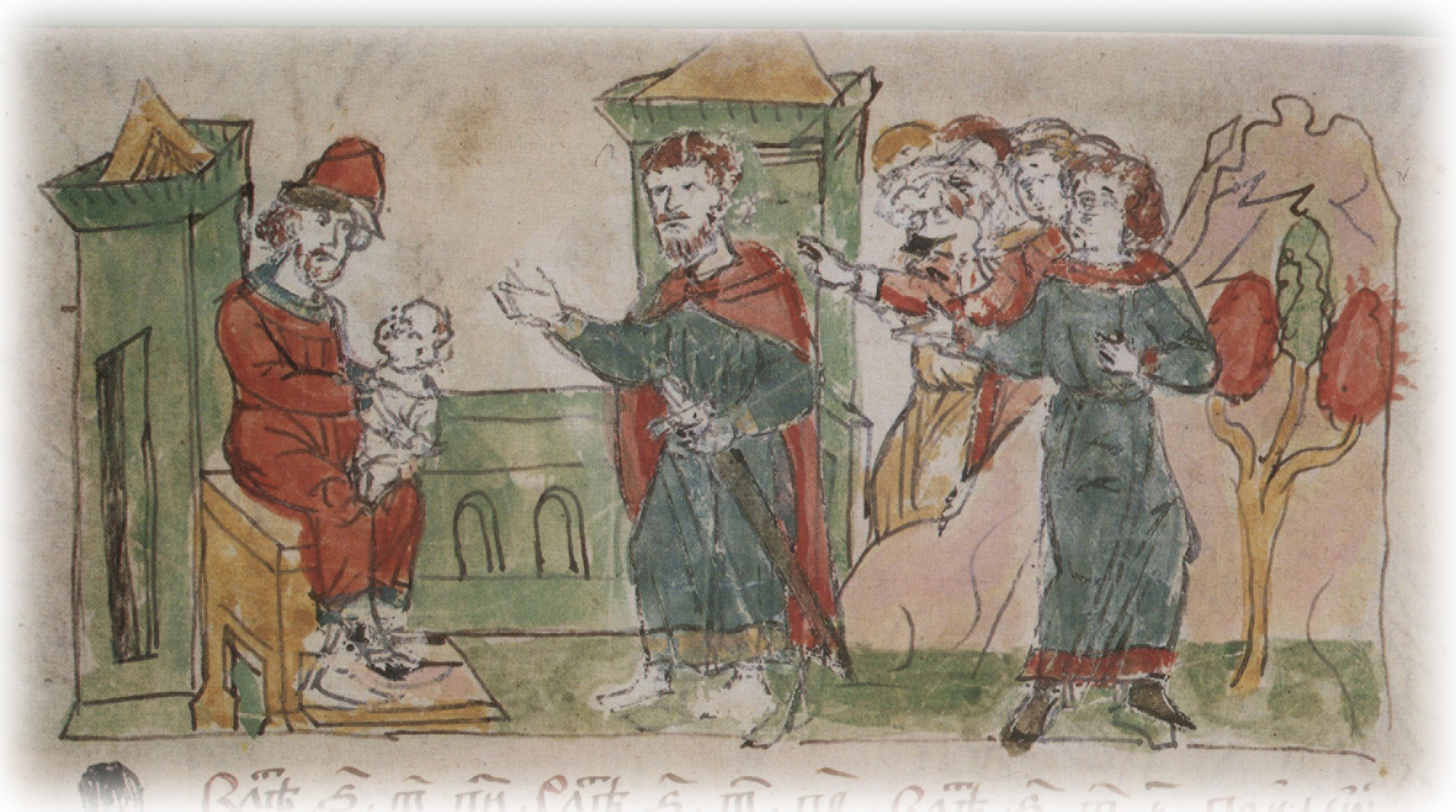
Передача Рюриком перед смертью княжения своему родственнику Олегу и назначение его опекуном своего малолетнего сына Игоря. Миниатюра из Радзивилловской летописи конца XV века

Неизвестно, сколько было у Рюрика жён и детей. Летописи сообщают только об одном сыне — Игоре. По Иоакимовской летописи, Рюрик имел несколько жён, одной из них и матерью Игоря была «урманская» (то есть норвежская) княжна Ефанда. Достоверность сведений Иоакимовской летописи носит дискуссионный характер.
Кроме Игоря, у Рюрика, возможно, были и другие дети, поскольку в русско-византийском договоре 944 года упомянуты племянники Игоря — Игорь и Акун. Есть версия, что Игорь Младший был от сына Рюрика, а Акун — от дочери.

## Символическая фигура

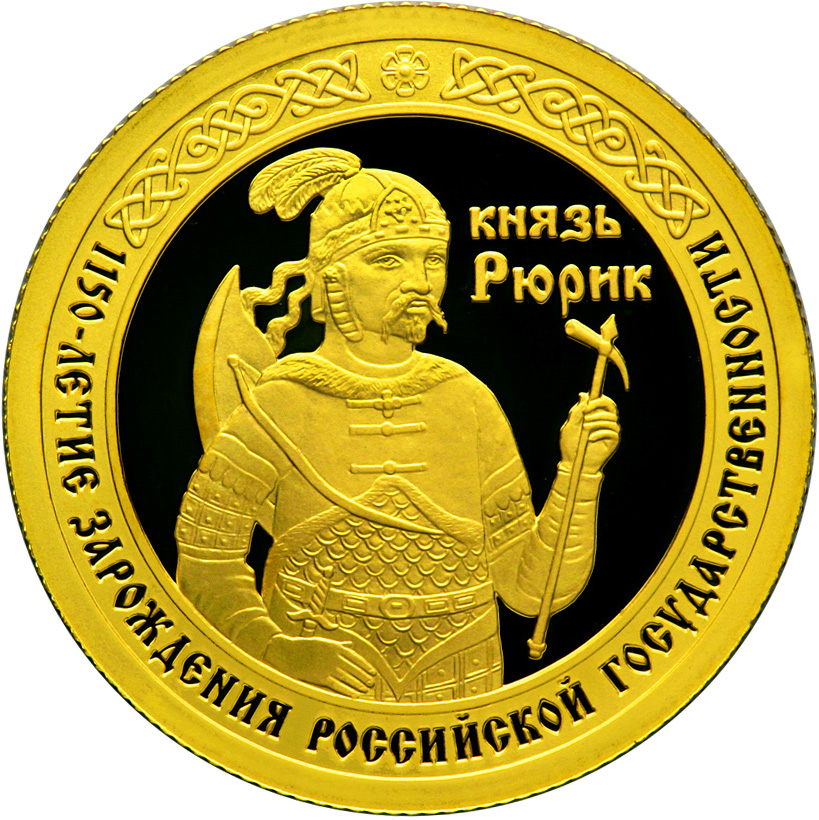
Монета Банка России 50 рублей, золото, реверс (2011)

Изображение Рюрика на миниатюре Радзивилловской летописи, первое из сохранившихся, не вызвало никакого резонанса, поскольку получило известность сравнительно поздно, когда уже существовало другое изображение — из царского Титулярника, представляющего собой лицевую рукопись, созданную в 1672 году в Посольском приказе. Рюрик здесь хорошо вооружён, он не имеет бороды, у него есть усы. Польское его происхождение на этом изображении не вызывает сомнений. В 1760-х годах близкий образ Рюрика в паре с Олегом воспроизвела отчеканенная в Санкт-Петербурге медаль. Это плоскостное изображение в 2011 году повторено на золотой монете, выпущенной Банком России. В 1862 году скульптура Рюрика была помещена в составе памятника Михаила Микешина Тысячелетию России в Новгородском кремле. «Группа Рюрика» была создана скульптором Павлом Михайловым. После большого числа изображений Рюрика, Олега и др., плоскостных, восходящих к изображениям из Титулярника, Рюрик с микешинского памятника сформировал канон, воспроизводясь в научно-популярных и научных изданиях XIX—XXI веков.
В связи со своим варяжским (германским) происхождением Рюрик был исключён из позднесоветской традиции, как из научной интерпретации «Повести временных лет», так и из школьного нарратива. Согласно «Советской исторической энциклопедии», а вслед за ней школьным текстам, Рюрик был «легендарным основателем династии», тогда как Олег рассматривался как «первый исторически достоверный русский князь».
Постсоветский официальный исторический нарратив рассматривает Рюрика как достоверную историческую фигуру. На его происхождении, однако, внимание обычно не акцентируется, а когда вопрос обозначается, то скандинавская принадлежность в той или иной мере подвергается сомнению или оспаривается. Так, академическими учёными высказывалось мнение, что Рюрик был «наполовину славянин, наполовину скандинав» (версия сомнительной Иоакимовской летописи, согласно которой он был сыном неизвестного варяга и дочери новгородского старейшины Гостомысла Умилы); академический журнал «Вопросы истории» публиковал статью историка Г. И. Анохина, согласно которой Рюрик — «солевар из Руссы».
Рюрик был выбран в качестве нового символического основателя российской государственности, что связано с архаизирующим трендом, имеющим место в массовом популярном историческом жанре. Архаизирующая историография связана со взятой некоторыми представителями академической среды линией на идею укрепления власти и представления об автохтонности. Воспринимаются понятные идеи «возникновения российской государственности» без детальных историографических экскурсов; варяжская легенда проста и понятна. При этом данный дискурс, связанный с Рюриком, актуален только для Северо-Запада России. Создатели современного образа Рюрика опираются на авторитет Н. М. Карамзина или чаще — на прямое «обращении к летописям», «подлинность текстов летописей», при этом буквально толкуя летописные тексты. Эта тенденция происходит на фоне ярко развивающегося научного изучения ранней Руси. В официальном дискурсе северо-западных регионов Рюрик утвердился благодаря активной деятельности археологов.
В качестве genius loci Рюрик присутствует в представлении местной бюрократии Новгорода. В Старой Руссе (вместе с некими боярами) он также появляется на местных праздниках. Вслед за фольклором конца XIX века предпринималась попытка связать с могилой Рюрика насыпь X века в Батецком районе.

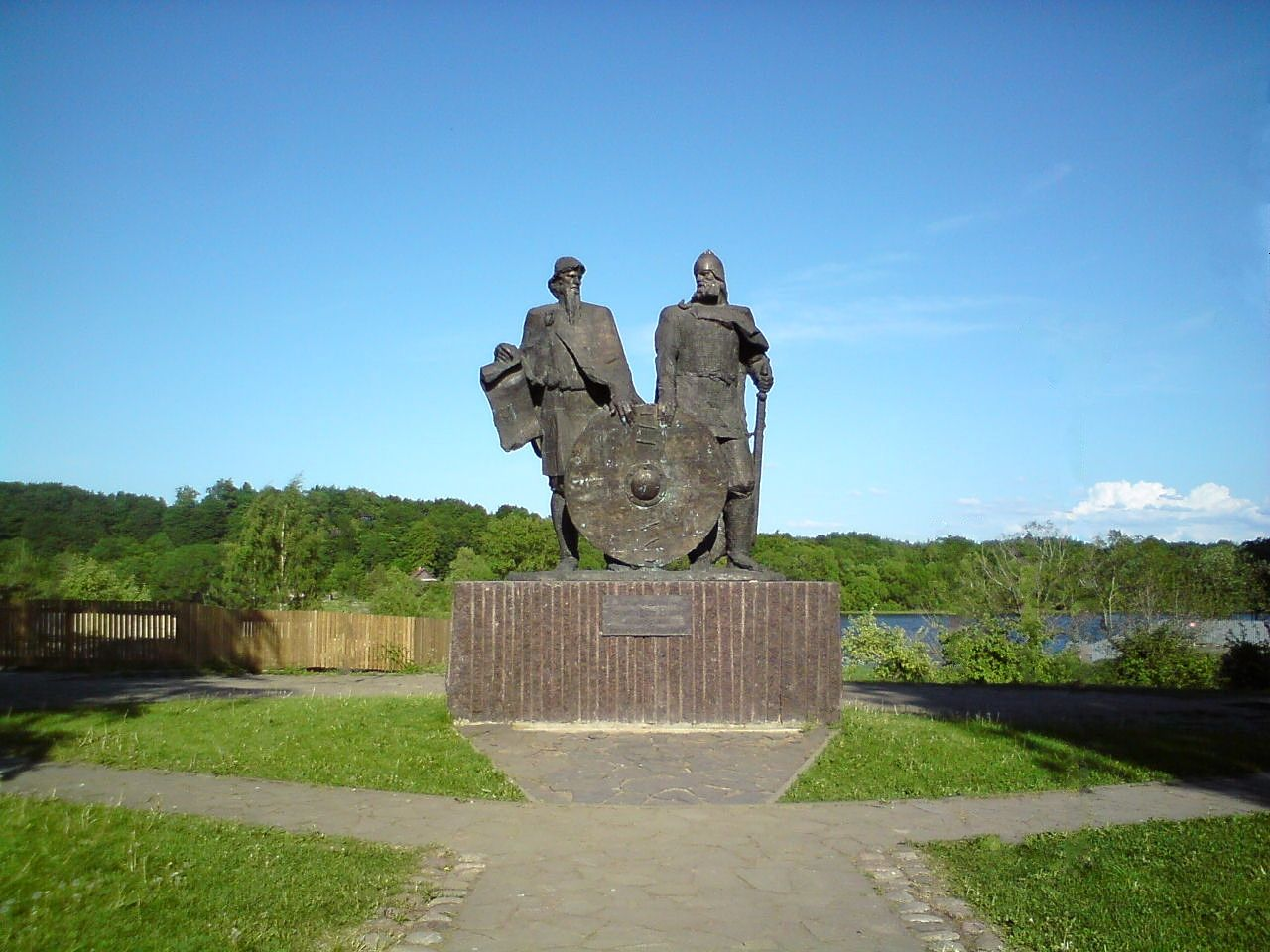
Памятник Олегу и Рюрику в Старой Ладоге

Наиболее важным таким «местом памяти» является Старая Ладога, где Рюрик присутствует, как в публичной сфере, так и в академических работах. В 1970-х и 1980-х годах эти представления были мейнстримом для ленинградского археологического фольклора. В 1997 году связанный с Рюриком и варяжской легендой «староладожский миф» был закреплён статьёй Г. С. Лебедева и затем воспроизводился в работах А. Н. Кирпичникова (2002) и Д. А. Мачинского (2003). Таким образом в поздне- и постсоветской историографии сформировалась идея возрождения Рюрика как «основателя Руси», которая «пошла из Ладоги». В 2002—2003 годах к этой теме было привлечено внимание власти; летом 2003 года проведено официальное празднование «1250-летия Старой Ладоги — древней столицы Руси». Стали возникать новые мемориальные объекты, посвящённые древности Ладоги в контексте «возникновения Руси». Академическая и публичная активность имела следствием также переход соответствующих текстов академических авторов, посредством экскурсионного обслуживания, в среду публичной истории, в местный школьный нарратив.
В 2004 году памятный камень был поставлен в Приозерске, с надписью: «В 879 году умер Рюрик в Кореле». Этот памятник возник благодаря републикации Дмитрием Мачинским небольшой летописной компиляции XVIII века с этим мотивом, типичным для историографии того периода.
Популярность Рюрика (и викингов в целом) привела в начале 2000-х годов к сближению российских и скандинавских реконструкторских движений. Примерно с 2005 года власти северо-западных регионов России стали относиться к этим движениям положительно и использовать в различных театрализованных мероприятиях не образы Александра Невского, сохранившиеся от позднесоветского времени, а «Начало Руси», акцентируя внимание, в случае Ленинградской области, на том, что реконструируются не «викинги», но «древняя Русь». Наибольшую интернациональную активность в 2001—2006 годах проявлял шведский клуб, связанный с деревней викингов Стурхольмен, расположенной в исторической области Рослаген в пригороде Стокгольма Нортелье, где ранее был установлен памятник «Рюрику, Олегу и Игорю».
С 2007 года идея нового памятника Олегу и Рюрику много раз инициировалась Анатолием Кирпичниковым, руководителем Староладожской археологической экспедиции. В феврале 2012 года в выставочном зале «Смольный» была открыта выставка, на которой представлено 38 проектов памятника, для публики. Конкурс выиграл проект скульптора Олега Шорова. Олег здесь воин, с мечом и щитом, но Рюрик изображён гражданским. Памятник был установлен в 2015 году в присутствии министра культуры Российской Федерации. Появление парного Рюрику Олега связано с наличием здесь «места памяти» — «Олеговой могилы» — современное название большого кургана, датируемого примерно концом IX—X веками. Олег-воин, который «присоединил» Киев, сопоставлен с Рюриком, представленным как гражданский, миролюбивый основатель, избранный «первых русских выборах», как утверждают современные медиа. Памятник поставлен на Варяжской улице. Нарратив, созданный в музейном сообществе, часто называет её «улицей X века» или «древнейшей улицей на Руси». Однако воспоминания об археологических раскопках неподалёку, которые действительно выявили застройку эпохи викингов, не позволяют рассматривать эту часть Старой Ладоги как наиболее древнюю.

## В искусстве
В художественной литературе

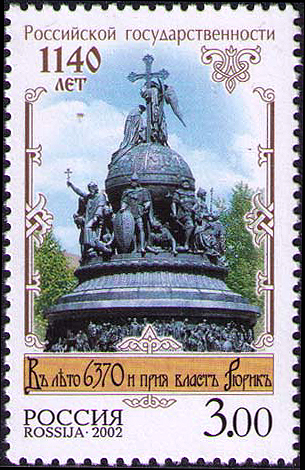
Почтовая марка России. 1140 лет российской государственности. 3 рубля, 2002

- Яков Княжнин. Трагедия «Вадим Новгородский» (написана в 1789, опубликована в 1793).
- Михаил Лермонтов в поэме «Последний сын вольности» (1831), обращается ко времени призвания Рюрика. Славянские боги выступают у него в качестве символа свободы, славянской вольницы, с которой было покончено, когда «дерзостный варяг богов славянских победил»[109].
- Под именем Хрёрека Сокола присутствует в серии романов Александра Мазина (цикл «Викинг»).
- Роман Сергея Коропа «Русь. Легенда о Рюрике» (цикл «Русь»).
- Роман Галины Петреченко «Рюрик».
- Книга Ильи Бояшова «Конунг». Присутствует под именем норвежского ярла Рюрика.
- Ряд книг Марии Семёновой о викингах (романы «Валькирия», «Меч мёртвых» и некоторые другие произведения).

В кино
- «Сага о викингах[дат.]» (2008; Дания, США) — приключенческий фильм, драма, режиссёр Микаэль Моуяль, в роли Рюрика Эрик Холми[дат.].
- «Крещение Руси» (2016, Россия) — докудрама, период от Рюрика до Владимира, режиссёр Максим Беспалый, в роли Рюрика Евгений Журавкин.
- «Рюриковичи. История первой династии» (2019, Россия) — докудрама, режиссёр Максим Беспалый, в роли Рюрика Иван Петков.

Видеоигры
- Рюрик в игре Crusader kings II может быть выбран для начала игры при наличии дополнения «The old gods».
- Рюрик в игре Crusader Kings III, представлен как один из шести персонажей для начала игры в рамках «Великие авантюристы». Относится игровой Рюрик к скандинавской культуре и исповедует скандинавское язычество. Имеет сына признанного бастарда Хельги Вещего, женат на шведской принцессе из династии Мунсё, дочери Бьёрна Железнобокого.

## Памятники

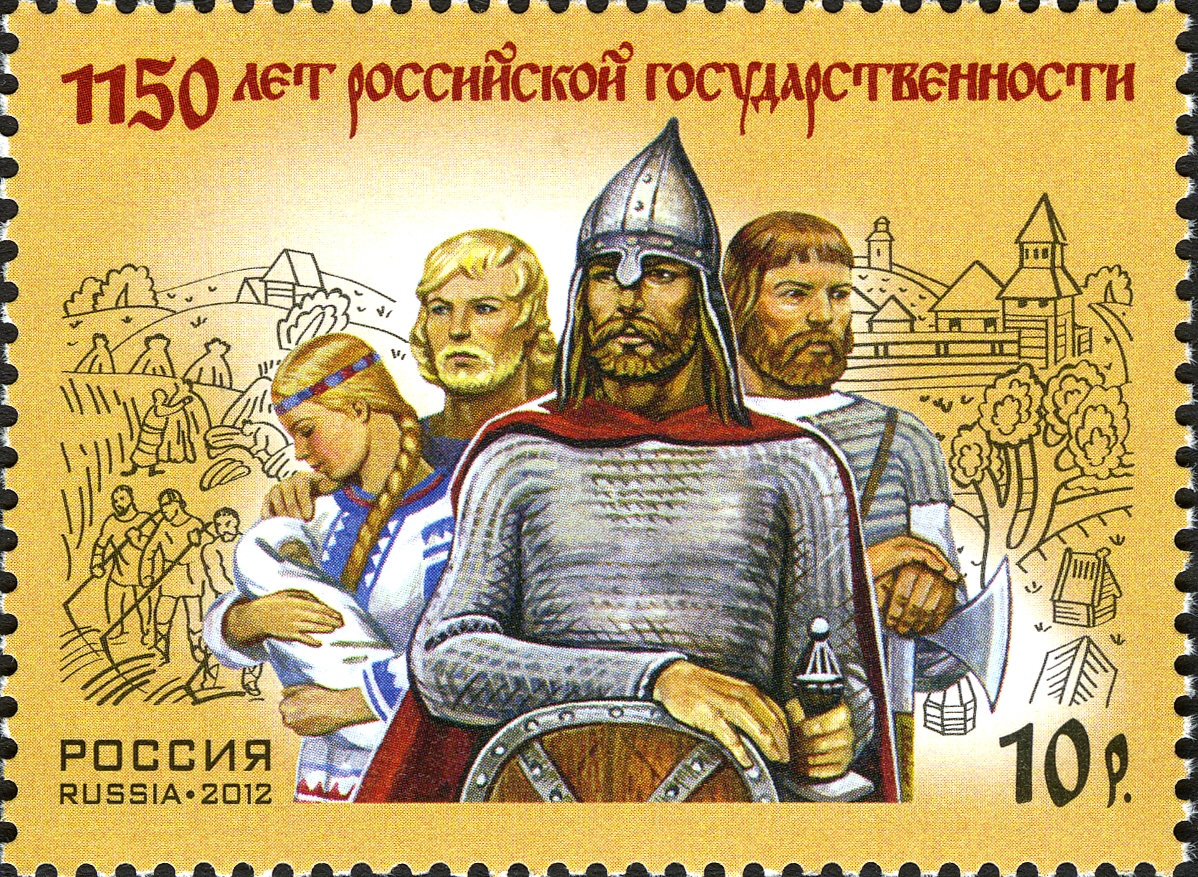
«1150 лет российской государственности», почтовая марка России, 2012

- Фигура Рюрика присутствует в скульптурной композиции памятника «Тысячелетие России» в Великом Новгороде[7] (1862; авторы проекта — скульпторы Михаил Микешин, Иван Шредер и архитектор Виктор Гартман).
- Памятник варяжским князьям Рюрику, Олегу и Игорю в Норртелье (Швеция), Кларенс Блюм, 1974 год. Установленный на колонне корабль Рюрика плывёт на восток. На постаменте указан 862 год и имена Рюрик, Игорь (Ингвар) и Олег (Хельге)[110].
- Памятник Рюрику и Олегу в Старой Ладоге (Россия), открыт в сентябре 2015 года[111].
- Бюст Рюрика на Аллее правителей России в Москве, открытой в 2017 году[112]. Ныне располагается в подмосковном селе Болдино[113].
- Почтовая марка России. 1140 лет российской государственности. 3 рубля, 2002 год. Памятник «Тысячелетие России» (1862) г.) в Великом Новгороде. На фрагменте памятника — князь Рюрик.

## В топонимике
В честь Рюрика названы следующие топонимы:
- долина Рюрик (Баренцево море, архипелаг Шпицберген, 78° с. ш., 18° в. д., название присвоено в 1912 году шведским географом де Гером в честь князя Рюрика)[114];
- ледник Рюрик (Баренцево море, архипелаг Шпицберген, 75°50′ с. ш., 18° в. д., название присвоено в 1912 году шведским географом де Гером в честь князя Рюрика)[114].
- хребет Рюрик (Баренцево море, архипелаг Шпицберген, 78° с. ш., 18° в. д., название присвоено в 1912 году шведским географом де Гером в честь князя Рюрика)[114].
- гора Рюрик (Баренцево море, архипелаг Шпицберген, 77°50′ с. ш., 18°30′ в. д., название присвоено в 1912 году шведским географом де Гером в честь князя Рюрика)[114].